# Urška Pintar
Urška Pintar (Lubiana, 3 ottobre 1985) è una ciclista su strada slovena che corre per il team BTC City Ljubljana Scott. È attiva in formazioni UCI dal 2014.

## Palmarès
- 2016 (BTC City Ljubljana, una vittoria)

Campionati sloveni, Prova a cronometro
- 2017 (BTC City Ljubljana, una vittoria)

Campionati sloveni, Prova a cronometro
- 2020 (Alé BTC Ljubljana, una vittoria)

Campionati sloveni, Prova in linea
- 2023 (BTC City Ljubljana Scott, una vittoria)

Campionati sloveni, Prova in linea

## Piazzamenti

### Grandi giri
- Giro d'Italia

2014: 84ª
2015: 73ª
2016: 54ª
2017: 26ª
2018: 25ª
2019: 43ª
- Tour de France

2022: fuori tempo massimo (2ª tappa)

### Competizioni mondiali
- Campionati del mondo su strada

Limburgo 2012 - In linea Elite: ritirata
Toscana 2013 - In linea Elite: ritirata
Ponferrada 2014 - Cronosquadre: 12ª
Ponferrada 2014 - In linea Elite: ritirata
Richmond 2015 - Cronosquadre: 8ª
Richmond 2015 - In linea Elite: 66ª
Doha 2016 - In linea Elite: 45ª
Bergen 2017 - Cronosquadre: 7ª
Bergen 2017 - In linea Elite: 22ª
Innsbruck 2018 - In linea Elite: 33ª
Yorkshire 2019 - Staffetta mista: 7º
Yorkshire 2019 - In linea Elite: ritirata
Imola 2020 - In linea Elite: 17ª
Wollongong 2022 - In linea Elite: 42ª
Glasgow 2023 - In linea Elite: ritirata
Zurigo 2024 - In linea Elite: ritirata
- Giochi olimpici

Parigi 2024 - Cronometro: 31ª
Parigi 2024 - In linea: 59ª

### Competizioni europee
- Campionati europei

Plumelec 2016 - In linea Elite: 69ª
Glasgow 2018 - In linea Elite: ritirata
Plouay 2020 - In linea Elite: ritirata
Limburgo 2024 - In linea Elite: 37ª
- Giochi europei

Baku 2015- In linea Elite: 23ª
Minsk 2019 - In linea Elite: 34ª
Minsk 2019 - Cronometro Elite: 18ª